# 古賀太貴
古賀 太貴（こが たいき、1989年4月6日 - ）は、日本の元ラグビー選手。現在ジャパンラグビーリーグワンクボタスピアーズ船橋・東京ベイの試合運営・物販スタッフを務めている。

## プロフィール
- 東京都目黒区出身。
- ポジションはプロップ(PR)。
- 身長 178 cm、体重 108 kg
- ニックネームは古賀ちゃん。

## 略歴
ラグビーを始めたきっかけは兄の影響から。
2008年、桐蔭学園高校卒業後、筑波大学に入る。
2013年、筑波大学卒業後、クボタスピアーズに加入。
2014年9月21日に行われたジャパンラグビートップリーグ第5節のヤマハ発動機ジュビロ戦にて先発出場で公式戦初出場を果たす。
2020年、現役を引退した。